# HC K Plzeň
HC K Plzeň (celým názvem: Hockey Club K Plzeň) byl český klub ledního hokeje, který sídlil v Plzni v Plzeňském kraji. Založen byl v roce 2014, zanikl v roce 2016. V letech 2014–2016 působil v Plzeňské krajské soutěži – sk. A, páté české nejvyšší soutěži ledního hokeje.
Své domácí zápasy odehrával na zimním stadionu Košutka s kapacitou 255 diváků.

## Přehled ligové účasti
Stručný přehled
Zdroj:
- 2014–2016: Plzeňská krajská soutěž – sk. A (5. ligová úroveň v České republice)

Jednotlivé ročníky
Zdroj:
Legenda: ZČ - základní část, červené podbarvení - sestup, zelené podbarvení - postup, fialové podbarvení - reorganizace, změna skupiny či soutěže
| Česko (2014 – 2016) |                                 |           |           |                                       |          |
| Sezóny              | Soutěž                          | Úroveň    | ZČ        | Play-off, nadstavba, sk. o udržení... | Poznámky |
| 2014/15             | Plzeňská krajská soutěž – sk. A | 5. úroveň | 9. místo  |                                       |          |
| 2015/16             | Plzeňská krajská soutěž – sk. A | 5. úroveň | 11. místo |                                       | Sestup   |